# Богословско-политический трактат
«Богословско-политический трактат, содержащий несколько рассуждений, показывающих, что свобода философствования не только может быть допущена без вреда благочестию и спокойствию государства, но что она может быть отменена не иначе, как вместе со спокойствием государства и самим благочестием» — религиозно-философский трактат Бенедикта Спинозы, написанный в 1670 году. Представляет собой один из первых образцов библейской критики, применения рационального научного анализа к исследованию Библии. Спиноза в этом трактате испытал влияние Маймонида и Гоббса.
Написан вскоре после отлучения Спинозы иудейской общиной и является «чем-то вроде ответа отвергшей его синагоге». Является кратким введением в философию Спинозы.

## Оглавление
- 1. О пророчестве
- 2. О пророках.
- 3. О призвании евреев.
- 4. О божественном законе.
- 5. Об основании, почему были установлены религиозные обряды.
- 6. О чудесах.
- 7. Об истолковании Писания.
- 8. Пятикнижие и Книги Иисуса Навина, Судей, Руфь, Самуила и Царств не суть оригиналы.
- 9. Ездра ли наложил последнюю руку.
- 10. Остальные книги Ветхого Завета.
- 11. Обязанность апостолов.
- 12. Об истинном подлиннике Божественного Закона
- 13. Писание учит только самым простым вещам.
- 14. Что есть вера.
- 15. Разум (ratio) богословию не служит.
- 16. Об основе государства, естественном и божественном праве.

## Содержание
Спиноза критикует суеверие, причиной которого является страх. Причём главную вину за суеверия он возлагает на рабское состояние и невежество древних людей. Церкви, согласно Спинозе, превратились в театры, а служители — в ораторов. Для борьбы с этим он предлагает рационально исследовать Писания. Пророков ('наби') он считает законодателями и людьми, которые наделены воображением, а само пророчество родственным естественному познанию.
Пророки воспринимали божественные откровения только при помощи воображения
При этом Спиноза утверждает существование вездесущего Бога, который открылся в том числе и Христу, однако признаёт наличие в Библии художественных образов. Так «злой дух» Саула для него не что иное как меланхолия, равным образом и «дух божий» означает не что иное как воодушевление. При этом Спиноза отказывается считать пророков высокоморальными людьми, так как Бог открывался даже весьма грешным людям (например, Каину). Все мнимые чудеса Спиноза приписывает воображению, так как «всеобщие законы природы» суть не что иное как «вечные решения Бога». Он также критикует идею избранничества евреев и доказывает, что пророчествовали также язычники и необрезанные (Ной, Енох, Авимелех, Валаам).
В отношении разума и истинной добродетели ни одна нация от другой не отличается
Обращаясь к Библии, Спиноза настаивает на рационально-критическом толковании и сомневается, что Пятикнижие Моисеево было действительно написано самим Моисеем. В качестве рабочей гипотезы он допускает, что Ветхий Завет написал Ездра. Сутью Нового Завета Спиноза называет нравственные правила, а именно любовь к ближнему. Вера для него является чувством (лат. sentire) Бога и проявляется исключительно в благочестии, которое способствует земному счастью и спокойной жизни. Спиноза разделяет идею общественного договора и полагает, что хотя мощь природы есть мощь Бога, тем не менее благоустроенное демократическое общество на началах разума лучше. Благочестие и благоденствие теснейшим образом оказываются связанными, а религия оказывается в подчинении государственной власти.
Любовь к отечеству есть самая высшая любовь, какую кто-либо может обнаружить